# Naturdenkmal 2 Stieleichen (Brilon)
Das Naturdenkmal 2 Stieleichen  steht südwestlich von Brilon bei Steinbruch am Geseker Stein. Die Bäume wurden 2008 mit dem Landschaftsplan Briloner Hochfläche durch den Hochsauerlandkreis als Naturdenkmal (ND) ausgewiesen. Das Naturdenkmal ist umgeben vom Landschaftsschutzgebiet Grünlandgürtel am Südfeld. In dem sonst baumlosen Grünlandbereich sind die Eichen von weitem zu sehen.
Die beiden Stieleichen haben einen Stammdurchmesser von rund 1 m. Der südliche Baum hat eine deutlich ausladendere Baumkrone.